# Cot Mancang
Cot Mancang är ett berg i Indonesien.   Det ligger i provinsen Aceh, i den västra delen av landet, 1 800 km nordväst om huvudstaden Jakarta. Toppen på Cot Mancang är 872 meter över havet, eller 159 meter över den omgivande terrängen. Bredden vid basen är 1,6 km.
Terrängen runt Cot Mancang är huvudsakligen kuperad, men söderut är den bergig.Runt Cot Mancang är det ganska glesbefolkat, med 38 invånare per kvadratkilometer. I omgivningarna runt Cot Mancang växer i huvudsak städsegrön lövskog.